# Ophialcaea
Ophialcaea är ett släkte av ormstjärnor. Ophialcaea ingår i familjen knotterormstjärnor.
Kladogram enligt Catalogue of Life:
| Ophialcaea | \| \| Ophialcaea nuttingi \| \| \| \| \| \| Ophialcaea tuberculosa \| \| \| \| |
|            | \| \| Ophialcaea nuttingi \| \| \| \| \| \| Ophialcaea tuberculosa \| \| \| \| |
|            | Ophialcaea nuttingi                                                            |
|            |                                                                                |
|            | Ophialcaea tuberculosa                                                         |
|            |                                                                                |